# 帕德玛桥
帕德玛多用途大桥（羅馬化：Pôdma Bôhumukhī Shetu），通常只叫作帕德玛大桥（羅馬化：Pôdda Setu），是孟加拉国的最长桥梁，位于蒙希甘杰县洛哈姜格烏帕齊拉与沙里亚德布尔县和马达里布尔县之间横跨恒河幹流（帕德玛河），属公路铁路两用桥。“帕德玛”（羅馬化：Pôdda）有“（紅）蓮花”的意思。该桥用了近八年时间建成，公路於2022年6月25日正式通车。大桥投入使用后，预计将使孟加拉国的GDP增长1.2%-1.5%。
其作为泛亚铁路计划与中国一带一路的重要组成部分，将孟加拉国位于恒河幹流右岸的西南部地区连接起來。该桥通车后，两岸交通由原有2至8小时的摆渡渡河时间缩短至十分钟。

## 桥梁数据
帕德瑪大桥是孟加拉国历史上最具挑战性的建设项目。帕德玛桥设计为双层钢桁梁桥，主桥长6.15公里、宽21.5米，上层是设计时速100公里的双向四车道公路，下层为设计时速120公里的单线铁路。桥梁全长（包括引桥）达9.8公里，每跨长度为150.12米（492.5英尺），共41跨。
该工程项目是孟加拉国最大的桥梁项目和最大的基建项目，在桥梁跨度和总长度方面也是恒河上最长的。这座桥桥墩基础使用的摩擦桩最深达122米，每个主墩由6根直径3米、长120米、重550吨的钢桩构成，是所有桥梁中最深的。

## 历史
2010年4月，孟加拉国桥梁管理局邀请各方参加该项目招标资格预审。當時预计该桥的建设将于2011年初开始，并准备在2013年完成主体工程（并在2015年底前完成所有工程）。但在一些与项目准备有关的人遭遇腐败指控后，世界银行撤回了其资助承诺，其他捐助者也跟随撤资。后来孟加拉国政府决定用自有资金，投资30亿美元兴建该项目。

2014年6月，中铁大桥局中标帕德玛公铁两用大桥施工项目，项目合同额15.49亿美元。为配合工程建设而进行的全长13公里的河道整治工程项目由中国电建中标，中标金额为11.13亿美元。

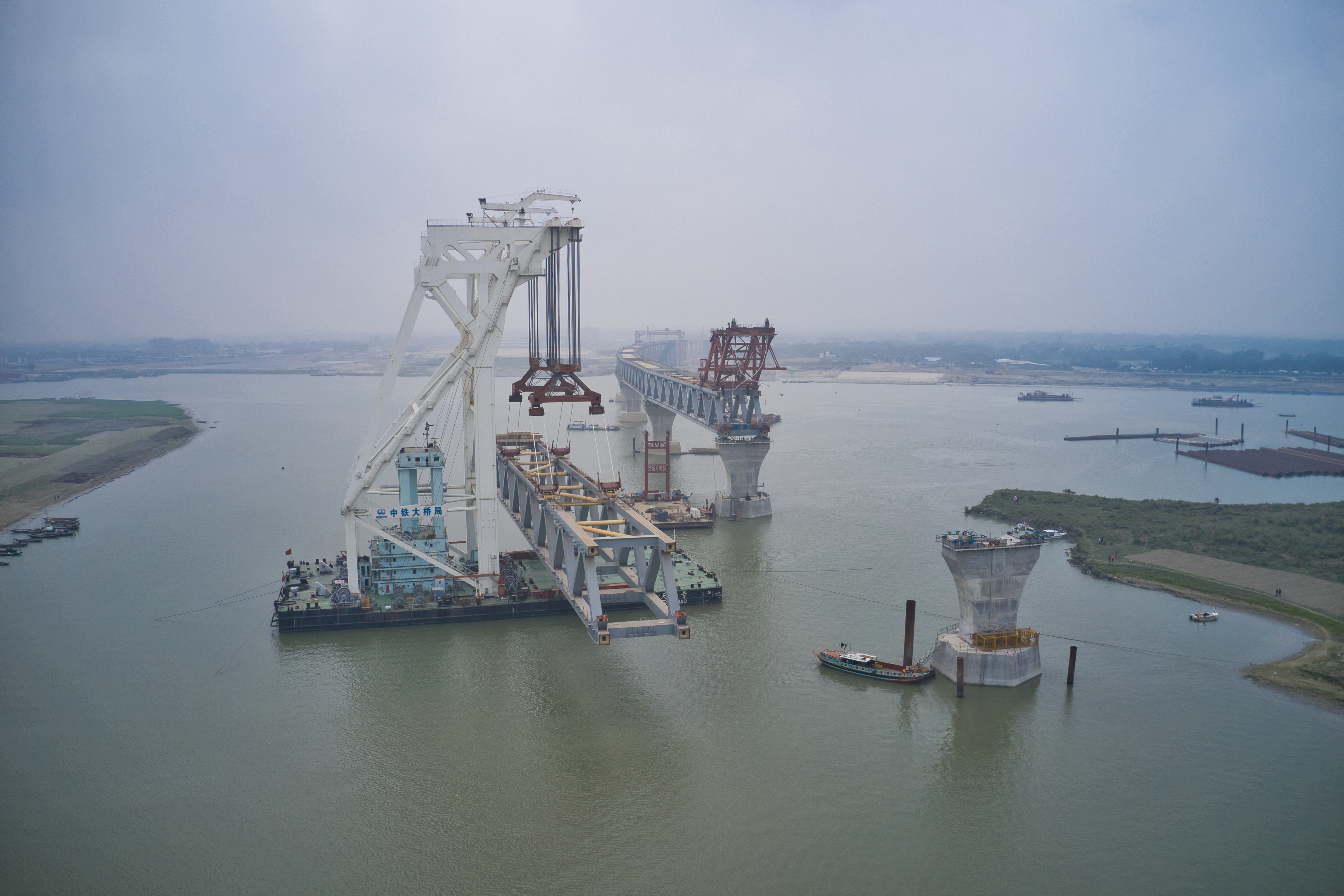
建设中的帕德玛桥

2015年12月12日，孟加拉国举行帕德玛大桥项目主体工程开工仪式，孟加拉国总理哈西娜、国会议员、政府部门官员、中资企业代表等数千人参加了开工仪式。
2016年8月8日，孟加拉国铁路局与中国中铁正式签署帕德玛大桥铁路连接线项目建设合同，该项目是孟加拉国东西部客货运输主通道之一，线路起于达卡站，经帕德玛大桥，终至杰索尔。项目新建铁路正线里程近170公里，建成后将极大改善孟加拉国西部和西南部地区交通状况，促进孟加拉国与中国、印度、缅甸的经贸往来。
2017年10月，在主体工程开工一年半之后，第37和38桥墩之间安装了第一跨，表明该项目取得符合计划的进展。2020年11月，全长6.15公里的两层帕德玛桥，已完成92%以上的施工进程（主桥所有钢桁架跨均已经架设在桥墩上）。2020年11月27日，42座桥墩全部完成建造。2020年12月10日安装了桥梁的最后一跨。
该桥建设期间，插打试验桩用时4年。施工单位专门采购了当时世界第二大功率的MHU2400液压打桩锤。在帕德玛大桥施工中，MHU2400锤历经10次解体大保养，累计锤击次达260万次。中铁大桥局自主研发了起重能力3600吨的运架梁一体工作船“天一号”用于钢梁合龙施工。由于施工航道经常受回淤影响，河床不断变化，为避免“天一号”等大型船舶出现搁浅情况，施工过程中还需不定期进行航道疏浚。
2022年6月25日，橋梁公路段正式通車。
2024年12月24日，大橋鐵路連接線通車。

## 项目实施方
详细设计由艾奕康领导的国内外顾问团队完成。该团队由艾奕康、雪山工程有限公司、西北水利咨询和ACE咨询公司组成，此外还得到Aas-Jakobsen公司和英国水利研究院的协助。项目于2009年1月29日进入设计阶段。2009年3月项目办公室在达卡成立。主桥的详细设计由AECOM香港分公司进行。设计团队开展的所有工作均在AECOM质量管理体系的框架内进行，获得 AS/NZS ISO 9001独立认证。2009年3月，孟加拉国政府要求AECOM加快设计，以便在2013年底前完成。这需要在设计团队中增加更多人员。孟加拉国桥梁管理局成立了一个国际认可的专家小组，由五名国内专家和五名国际专家组成，以定期审查设计。此外，还聘请了独立工程评估方Flint & Neill对设计团队的设计标准、规范和图纸进行审查，以确保设计符合项目要求，并对主桥的详细设计和河流工程设计进行独立审计。在进行详细设计时，设计方也把孟加拉国同行整合到设计团队中，这使得项目成功培训了大量孟加拉国设计人员，并随后转让了参与这个大型项目的高水平技术和复杂的项目管理。

## 争议和谣言
帕德玛多桥谈判从一开始就充满争议和阴谋。世界银行表示发现了“有多种来源证实的可靠证据表明，孟加拉国政府官员、加拿大SNC-Lavalin公司高管和私人之间存在涉及帕德玛桥项目的高层次腐败阴谋。”由于涉嫌腐败，世界银行拒绝批准用于建造桥梁的贷款，并为继续与孟加拉国政府贷款谈判施加先决条件。这些条件之一迫使被指控参与了腐败交通部长赛义德·阿布·侯赛因辞职。SNC-Lavalin接受了调解协议，禁止该公司及其子公司参与投标世界银行合同10年。这一点尤为重要，因为在国际捐助者同意谈判解决之前所需的四个标准之一是：“被告方是否承认有罪”。
然而，腐败指控被发现是虚假的且毫无根据，加拿大法院随后驳回了涉及SNC-Lavalin公司的此案。
2017年，备受争议的前国际刑事法院检察官路易斯·加布里埃尔·莫雷诺·奥坎波来到达卡监督涉嫌帕德玛桥腐败调查案的进展。世界银行派出了一个由奥坎波领导的三人小组，审查ACC在帕德玛桥腐败调查中的办案流程。根据专家组的建议，ACC起诉前桥梁司司长Mosharraf Hossain Bhuiyan和其他六名政府高级官员。Bhuiyan入狱。然而，一家加拿大法院判决“没有证据”证明存在贿赂阴谋，并于1月宣告三名高管无罪，这三人被指控作为SNC-Lavalin Group Inc员工，计划在帕德玛桥项目中贿赂孟加拉国官员。
在Facebook等社交媒体平台上流传着谣言，称2019年7月建造帕德玛大桥需要人头。这导致孟加拉国不同地区的许多人遭到殴打，并将他们移交给警方。2019年7月9日晚些时候，桥梁建设部门向媒体发出通知，称该事件是谣言，毫无根据。研究人员建议桥梁当局向人们传播桥梁建设的所有细节

## 照片

### 建设中

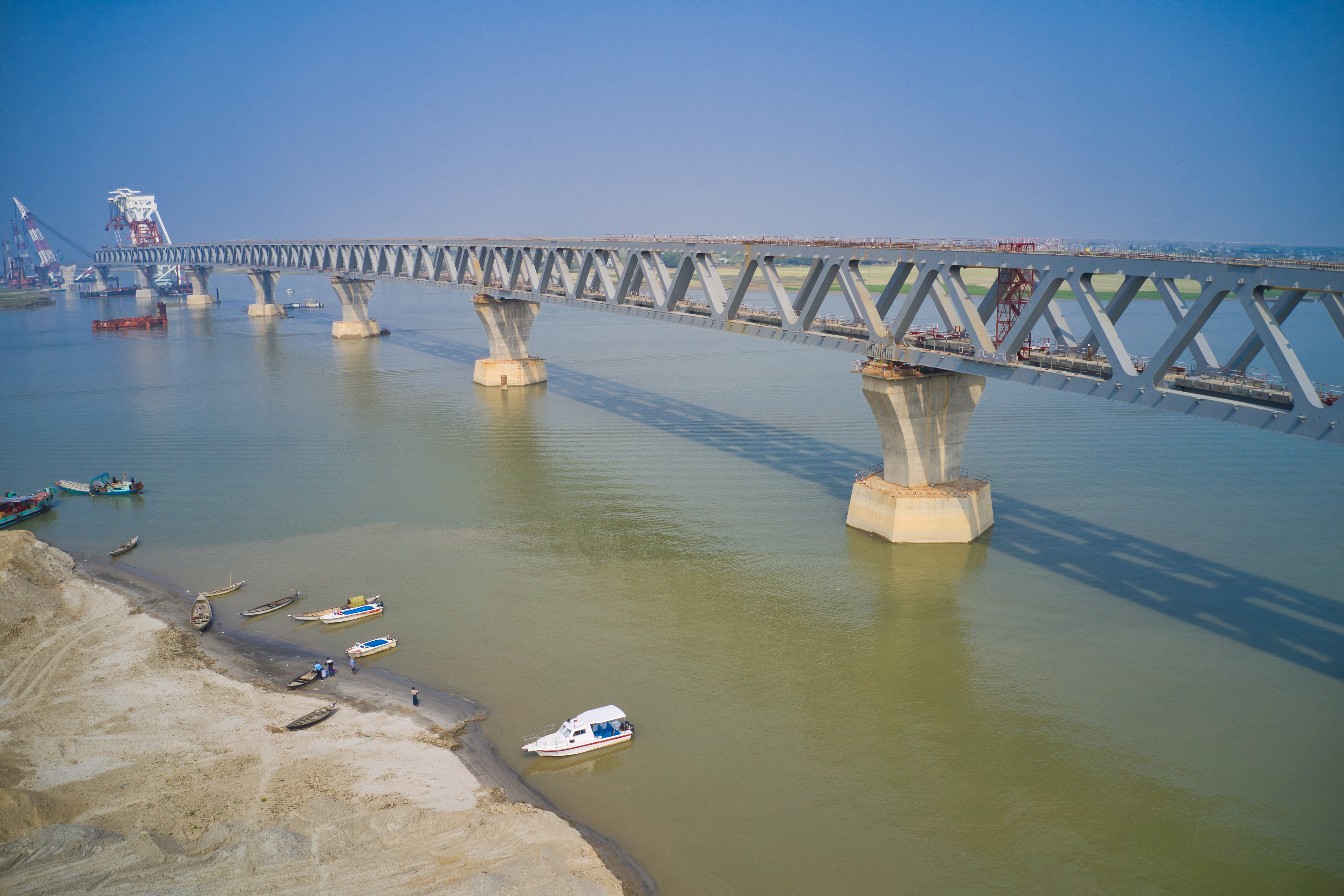
在建帕德玛桥
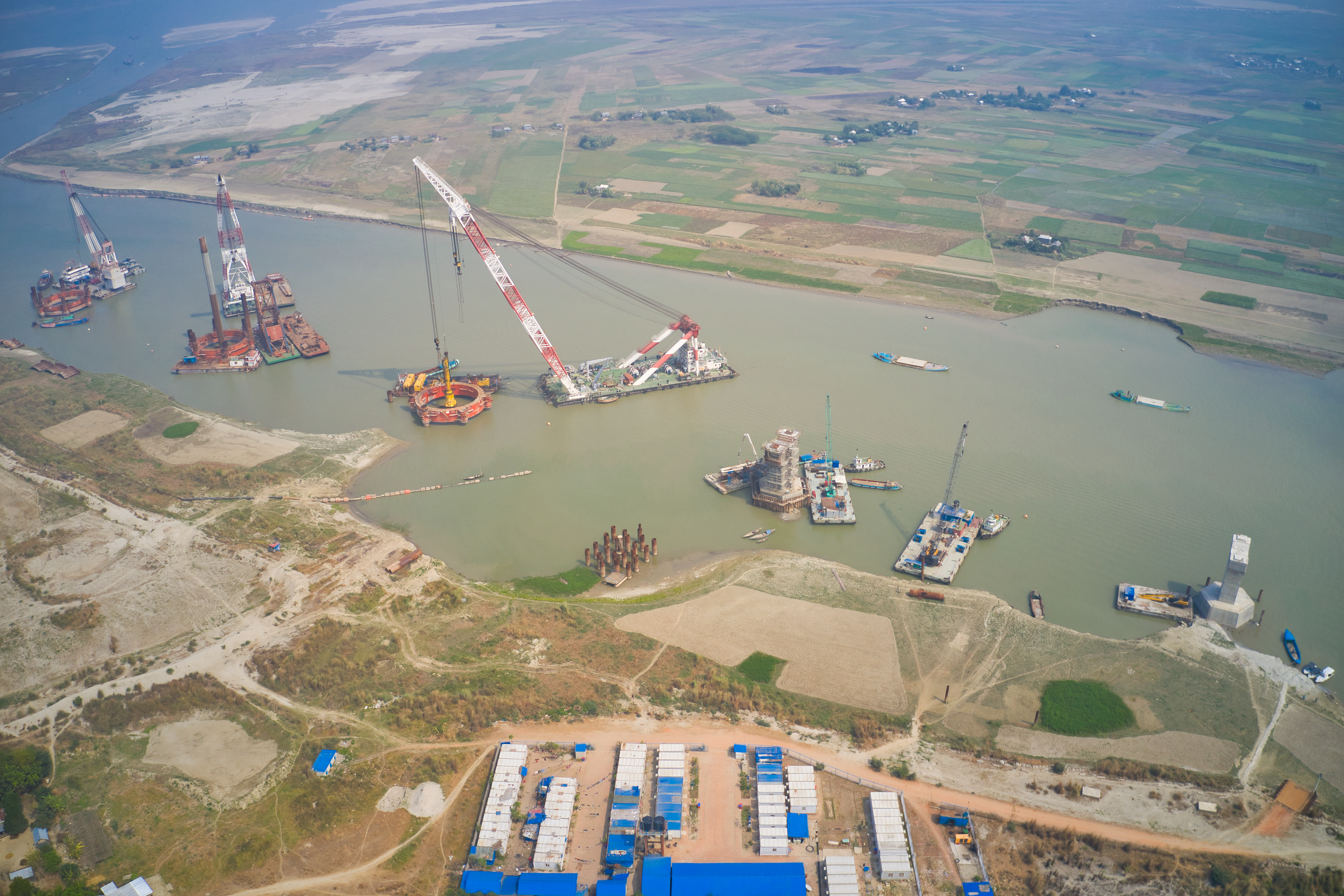
在建帕德玛桥
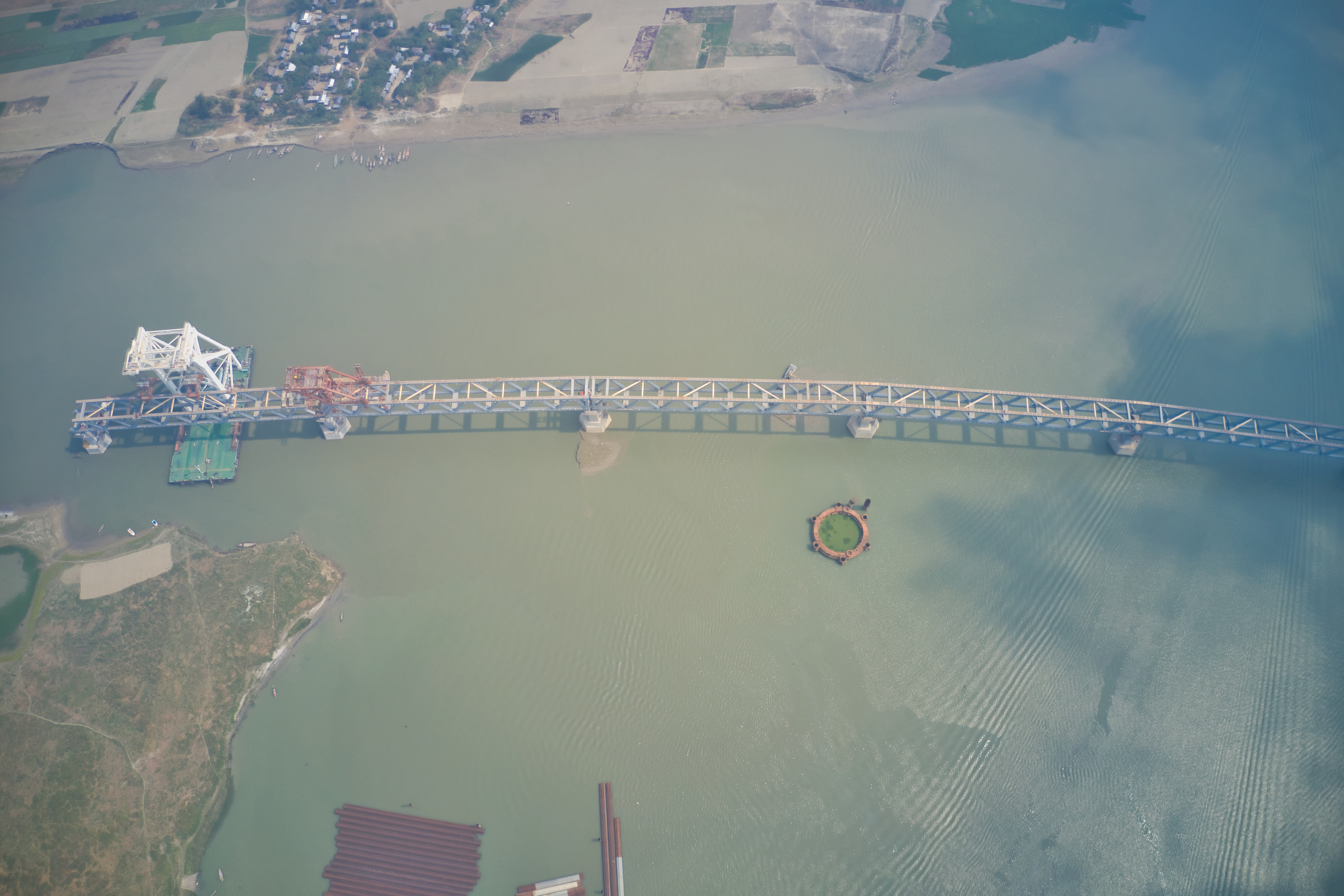
在建帕德玛桥
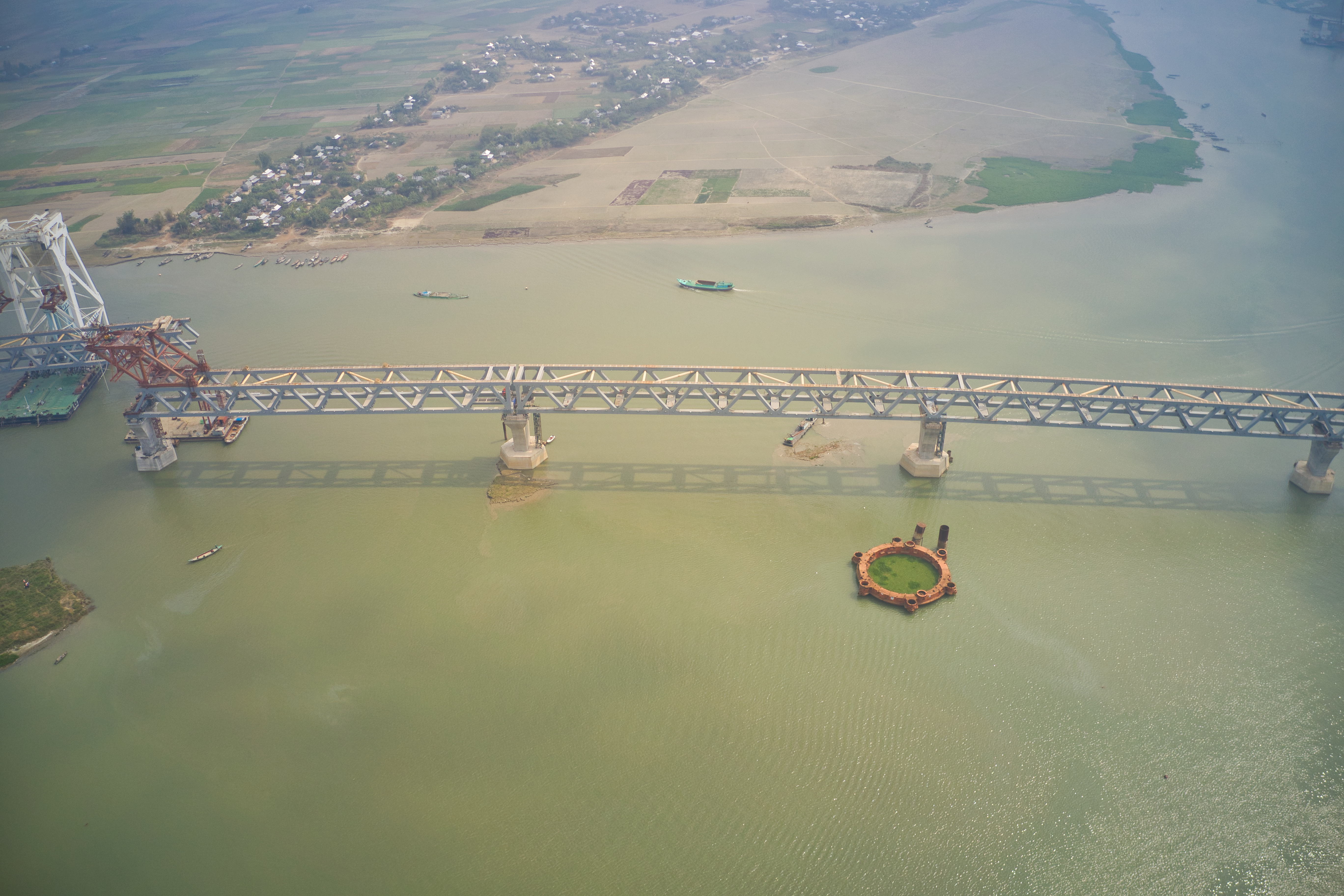
在建帕德玛桥
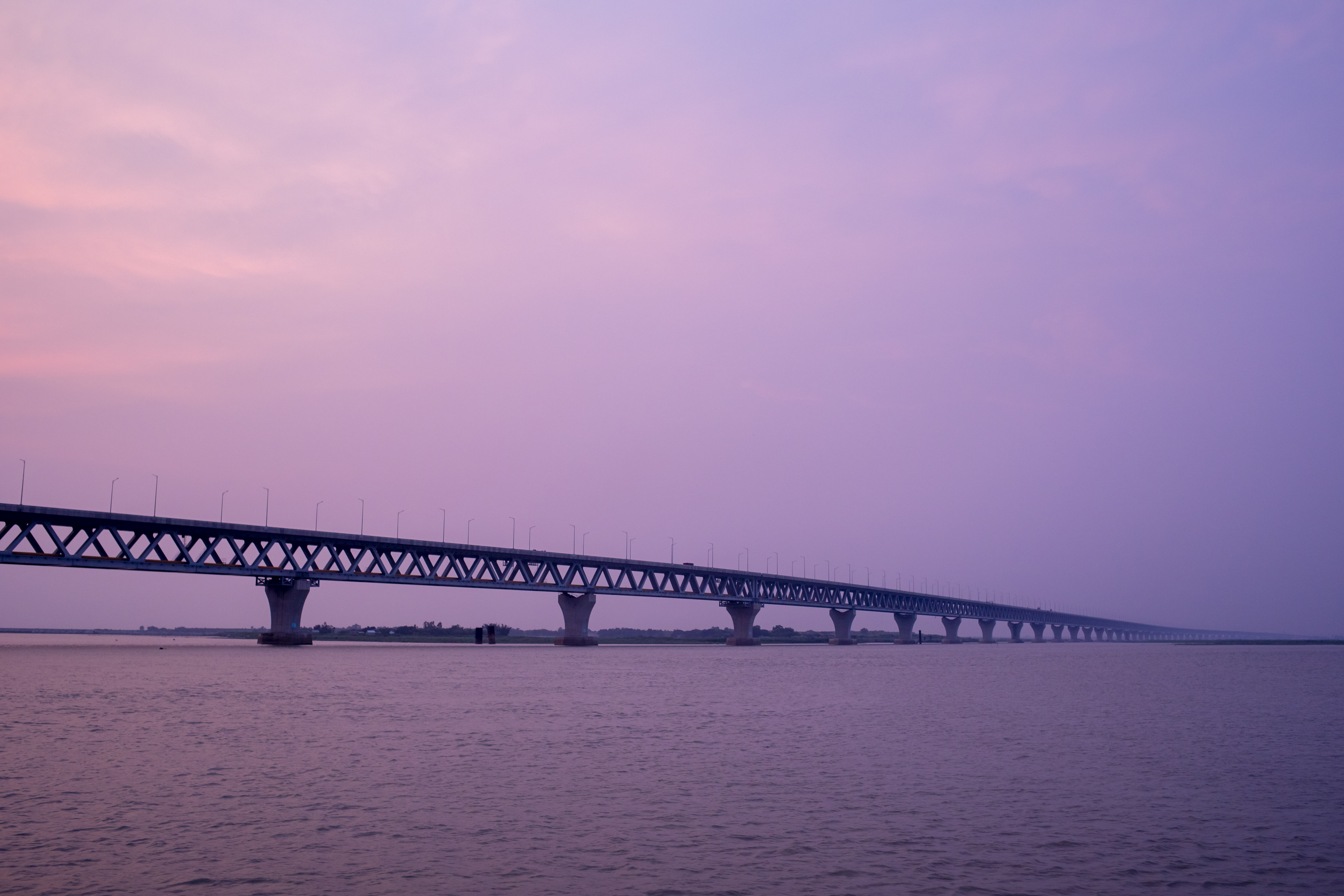